# EuskoTren

Схема сети EuskoTren. Трамваи обозначены светло-зелёным цветом (Bilbo — Бильбао), (Gasteiz — Витория), историческая железная дорога — чёрным, автобусные маршруты — серым

EuskoTren — оператор сети узкоколейных железных дорог метровой колеи и сети междугородных автобусов в Стране Басков. Является акционерным обществом, принадлежащим правительству Страны Басков. Дочерняя организация EuskoTren, EuskoTran, эксплуатирует городские трамваи в Бильбао и Витории.

## Железные дороги
EuskoTren является оператором части сети узкоколейных железных дорог Страны Басков (оператором другой части УЖД Страны Басков является испанская государственная железнодорожная компания FEVE). Протяжённость сети EuskoTren составляет примерно 180 км, бо́льшая честь сети электрифицирована (1500 вольт, постоянный ток). EuskoTren имеет одну международную линию, которая связывает город Ласарте-Ориа с французским городом Андай.

## Трамваи
EuskoTran — дочерняя организация EuskoTren, занимающаяся эксплуатацией городских трамваев. По состоянию на 2009 год EuskoTran эксплуатирует две трамвайные системы — трамвай Бильбао (действует с 2002 года) и трамвай Витории (с 2008 года).
Обе системы узкоколейные (используется метровая колея), так же как и сама сеть железных дорог EuskoTren. Внешне трамваи обеих систем выглядят одинаково, однако с конструкционной точки зрения они сильно различаются. Трамваи обоих городов строились испанской фирмой CAF.

## Автобусы
EuskoTren также эксплуатирует сеть междугородных автобусов.

## Музей и историческая железная дорога
Музей EuskoTren посвящён истории железных дорог в Стране Басков. Музей расположен в Аспейтии. Музей имеет свою историческую железную дорогу. 